# Palomera (Conca)
Palomera és un municipi de la província de Conca, a la comunitat autònoma de Castella-La Manxa.
| 1991 | 1996 | 2001 | 2004 |
| ---- | ---- | ---- | ---- |
| 156  | 172  | 163  | 189  |